# Triplectides enthesis
Triplectides enthesis là một loài Trichoptera trong họ Leptoceridae. Chúng phân bố ở miền Australasia.